# 7580 Schwabhausen
7580 Schwabhausen este un asteroid din centura principală de asteroizi.

## Descriere
7580 Schwabhausen este un asteroid din centura principală de asteroizi. A fost descoperit pe 13 octombrie 1990 la Tautenburg de Freimut Börngen și Lutz Dieter Schmadel. Asteroidul prezintă o orbită caracterizată de o semiaxă mare de 2,55 ua, o excentricitate de 0,21 și o înclinație de 6,6° în raport cu ecliptica.